# Villa Vogesenweg 4 (Dresden)

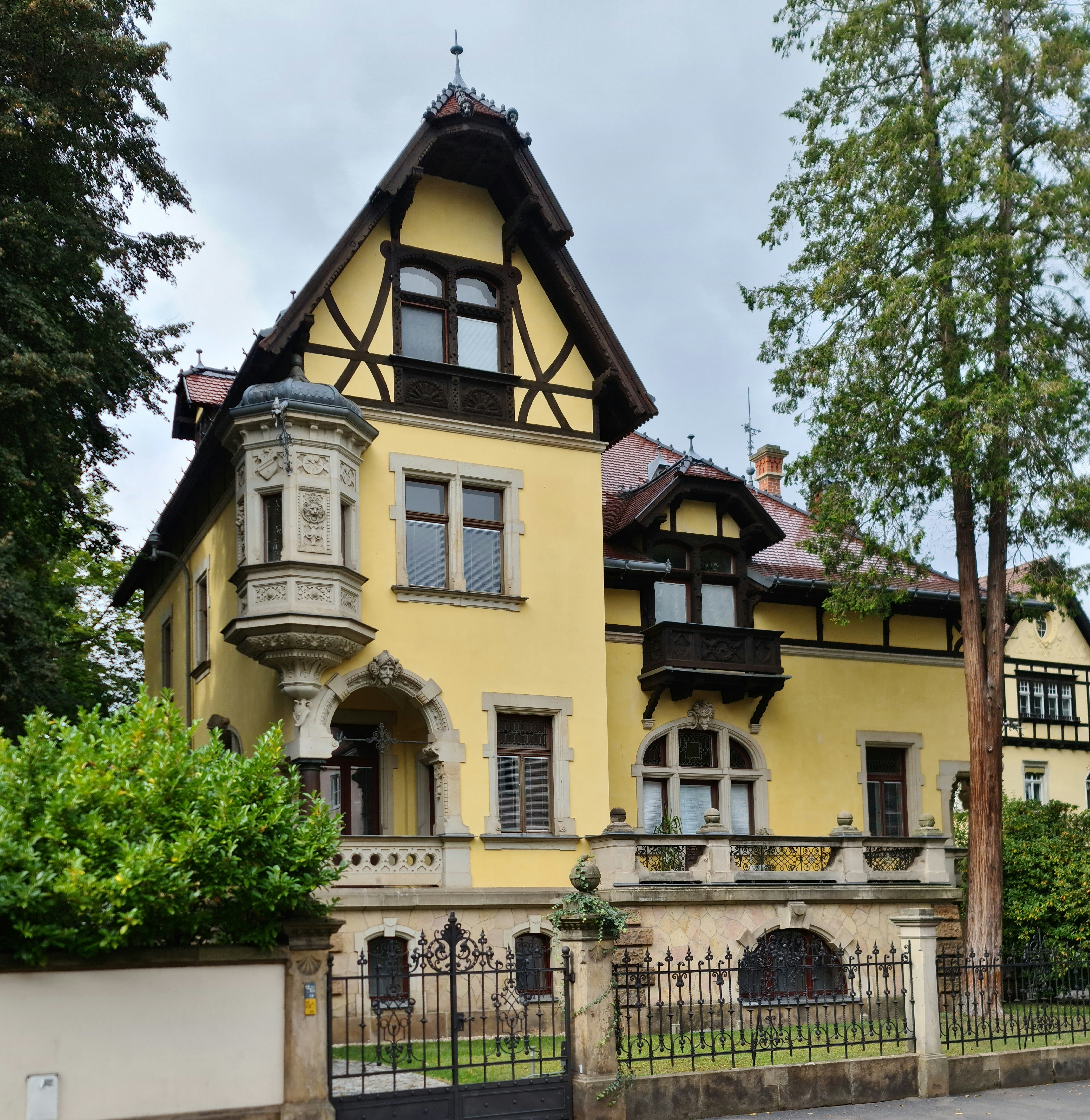
Villa Vogesenweg 4

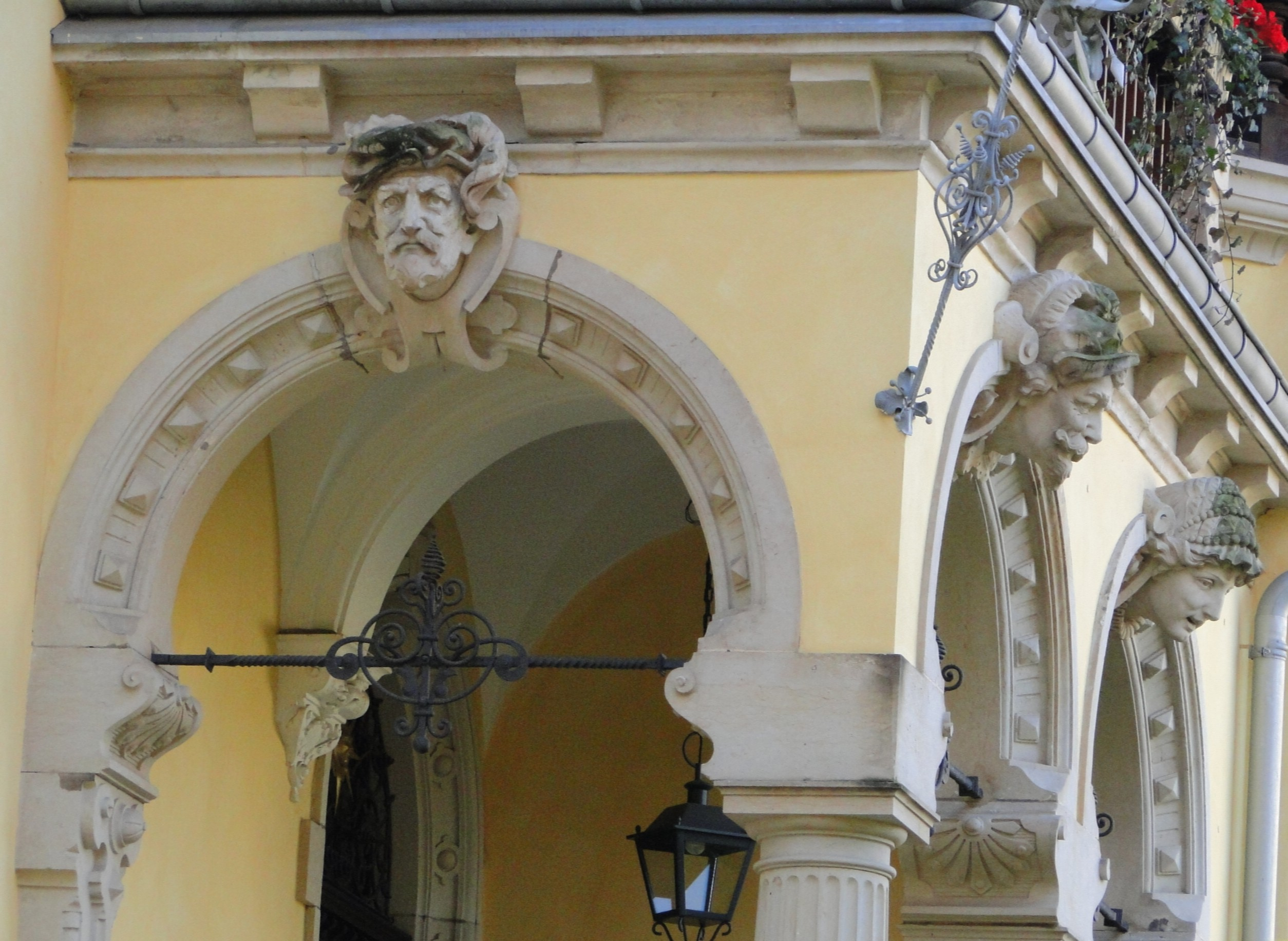
Schlusssteine der Villa

Die Villa Vogesenweg 4 ist ein denkmalgeschütztes Gebäude im Dresdner Stadtteil Blasewitz.

## Geschichte
Die Villa wurde 1894 nach einem Entwurf von Max Georg Poscharsky (1859–1899) unweit des Blasewitzer Waldparks errichtet. Nach Poscharskys Plänen entstand im selben Jahr auch die unweit gelegene Villa Weigang, die „verglichen mit dem Vogesenweg [als] geordnet wirkender Bau“ gilt, auch wenn sich beide Bauten in der Grundanlage und in den Details ähneln.
Die Villa wurde 1930 von Bankdirektor Friedrich Behnisch bewohnt. Um 1940 befand sich die Villa im Besitz der NS-Volkswohlfahrt. Nach 1945 ging das Gebäude in den Besitz der Stadt Dresden über, wurde 1998 an einen privaten Eigentümer verkauft und anschließend renoviert.

## Baubeschreibung
Die zweieinhalbgeschossige Villa Vogesenweg 4 ist ein historistischer Bau mit Elementen der Neorenaissance. Grundriss und Dachpartie sind unregelmäßig, die Fensterformen vielfältig. Das Souterrain ist äußerlich optisch durch Polygonalmauerwerk und ein kräftiges Gesims von der glatten Fassade der oberen Geschosse getrennt. Den Putzbau gliedert Sandstein, der zum Beispiel für die Fenstergewände benutzt wurde. Die Schlusssteine sind unter anderem als Kriegerköpfe umgesetzt worden.
Der Dachgiebel ist in Fachwerk gestaltet und harmoniert so mit den Fenstergewänden und dem Balkon der Giebelzone, die ebenfalls in Holz ausgeführt wurden. Über der tiefen Veranda befindet sich ein polygonaler Erker, der mit einer zwiebel-ähnlichen Haube abschließt. Erker und Veranda sind reich ornamental verziert.
Damalige Beschreibung der Villa: Gebaut für eine Familie, im Stile der deutschen Renaissance. Innere Architektur: Damen- und Wohnzimmer in Barock, Salon in Rococo, Speise-, Herrenzimmer und Diele in deutscher Renaissance gehalten. Haupttreppe aus Stein, vollkommen mit Holz verkleidet. Hölzernes Treppengeländer, reich geschnitzt. Sämtliche Decken- und Wandmalereien in reicher Ausführung in Wachsfarbe hergestellt. Bleiverglasung und Glasmalereien in Speisezimmer und Erkerfenster des Herrenzimmers. Warmwasserheizung sowie Luft-Zu und Abführung im ganzen Gebäude. Pro Stockwerk 6 Zimmer, Badezimmer, Magdkammer, Küche, Speisekammer, Kloset, Gang. Elektrische Beleuchtung für sämtliche Räume und Gasleitung in jeder Etage für den Notfall.